# Conexión en caliente
Conexión en caliente, traducido del inglés hot-plug, es la capacidad que tienen algunos periféricos de poder enchufarse o desenchufarse a la computadora, sin apagar el mismo, y funcionar correctamente.
Entre las conexiones con capacidad hot-plug se encuentran las conexiones USB, Firewire, SATA y SAS. Las conexiones en serie, en paralelo y PS/2 (ratón y teclado), podrían no estar adaptadas para conexión y desconexión con la computadora encendida, ya que se podrían quemar los puertos o el periférico.
En la práctica, en muchos sitios se conectan en caliente sin miramientos y parece raro que esto cause problemas con equipos más o menos nuevos. También hay que tener en cuenta que en las computadoras ATX (todos los producidos desde 1998) siempre circula corriente aunque estén «apagados», en realidad están en una especie de modo de espera, por ello siempre existiría un riesgo si no estuviesen blindados para conexión en caliente.
Un caso extremo de conexión en caliente para un dispositivo que no está preparado para ello era el de las BIOS borradas por un virus informático, el virus Chernobil. El truco para recuperar la BIOS era arrancar la placa con otra BIOS que sí funcionara y una vez que estaba preparada para ejecutar el disquete con el programa que reescribía la BIOS, se quitaba el chip de la BIOS con la computadora encendida y se colocaba el chip borrado. Después se ejecutaba el programa y con un poco de suerte funcionaba y no se estropeaba nada. Lo único que se arriesgaba era una placa que no funcionaba y la BIOS de quien la hubiera prestado.
En otro caso, un subscriptor de la lista de correo del grupo local de Linux de Vizcaya (Glub), comentó que había reconectado una tarjeta gráfica en una computadora no preparada para ello. Tuvo que reiniciar el sistema X a ciegas (no la computadora) y pudo volver a usar la computadora normalmente.
A la hora de usar periféricos hot-plug, se puede configurar el equipo para que cuando se conecte un periférico de este tipo se ejecute una acción o tarea, como abrir una carpeta o sincronizar los archivos del dispositivo. Para desconectarlo normalmente, se debe uno asegurar de que el dispositivo no deje alguna tarea a medio hacer y pueda producirse una pérdida de datos. Esto se puede hacer, o bien indicándole por medio de la computadora que va a ser desconectado, o en algunos casos, simplemente esperando a que su LED indicador ya no muestre actividad en el dispositivo.
Los dispositivos Hot-plug (conectar en caliente) son principalmente periféricos externos y «enchufables», entre ellos:
- Ratones y teclados USB
- Memoria USB
- Discos duros portátiles
- Impresoras

El término Hot Swap se diferencia de la conexión en caliente, en que el Hot Swap se utiliza para reemplazar dispositivos sin parar el funcionamiento del ordenador y/o para dispositivos internos. Ej: en arreglos RAID tipo espejo un disco duro dañado puede ser reemplazado por otro nuevo, y el sistema se recupera automáticamente sin necesidad de apagar/reiniciar.
Algunos dispositivos que pueden usar Hot Swap son:
- Memoria RAM
- Discos duros internos
- Fuentes de alimentación
- Tarjetas internas

- Datos: Q3141049